# TCM Group
TCM Group er en dansk køkkenproducent, som står bag de tre køkkenkæder Svane Køkkenet, Tvis Køkkener og Nettoline, som har butikker i Danmark og Norge. Koncernen har hovedkontor i Tvis nær Holstebro, Midtjylland.
Den 24. november 2017 blev TCM Group A/S noteret på Nasdaq Copenhagen, og den 4. januar 2021 gik selskabet fra at være Smallcap til Midcap. I 2020-regnskabet kan man læse, at koncernen omsatte for 1.025 millioner kroner.